# Suske en Wiske in Revonia
Suske en Wiske in Revonia is een stripverhaal uit de reeks van Suske en Wiske. 
Het verhaal werd in 1978 uitgegeven en is als album niet uitgekomen in de reguliere Vierkleurenreeks. Het verscheen in 2024 in de reeks Suske en Wiske in het kort.

## Locaties
- huis van tante Sidonia, Revonia

## Personages
- Suske, Wiske, tante Sidonia, Lambik, Jerom, professor Barabas, Willy Vandersteen

## Uitvindingen
- de teletijdmachine

## Het verhaal
De vrienden komen vermoeid thuis na een avontuur, ze willen op vakantie om bij te komen. Professor Barabas flitst de vrienden naar Revonia, het droomland. Ze kunnen alleen terugkomen als ze dat zelf willen. Maandenlang vermaken ze zichzelf en Wiske vraagt zich af hoe het nu met de lezertjes moet. Suske besluit een brief naar Willy Vandersteen te schrijven en doet deze in een fles. De fles wordt te water gelaten en professor Barabas, die zich verveelt en zit te vissen, vindt deze fles. Willy Vandersteen is bij hem en de mannen zijn blij dat de vrienden weer terug willen keren voor hun volgende avontuur.